# Ænes
Ænes är en liten by vid inloppet till Maurangerfjorden i Kvinnherads kommun i Vestland fylke i västra Norge. Byn har cirka 100 invånare och är känd för sina vandringsleder. Viktiga näringar för byn är turism, jordbruk och fiskodling. Det finns en minizoo på Ænes med atlantlax och husdjur. 
Ænes kyrka ligger här.